# The Connection
The Connection – ósmy (siódmy studyjny) album amerykańskiego zespołu Papa Roach wydany 2 października 2012 roku.
W pierwszym tygodniu sprzedaży album sprzedał się w liczbie 22 tys. kopii oraz trafił na 17. miejsce listy
The Billboard 200.

## Lista utworów

### Wydanie oryginalne
1. „Engage” – 0:51
2. „Still Swingin'” (featuring Tylias) – 3:24
3. "Where Did the Angels Go?” (z udziałem Downlink) – 3:10
4. „Silence is the Enemy” – 2:53
5. „Before I Die” – 4:25
6. „Wish You Never Met Me” – 4:05
7. „Give Me Back My Life” – 3:58
8. „Breathe You In” – 3:07
9. „Leader of the Broken Hearts” – 4:12
10. „Not That Beautiful” (z udziałem Shahnaz) – 3:18
11. „Walking Dead” – 3:18
12. „Won't Let Up” – 4:00
13. "As Far as I Remember” – 3:42

### Japońskie wydanie
Zawiera dodatkowe utwory:

14. „Set Me Off” – 3:28
15. „What's Left of Me” – 2:58

### Wydanie Deluxe
Zawiera dodatkowe utwory:

14. „What's Left of Me” – 2:58
15. „9th Life” – 3:13

## Twórcy
- Jacoby Shaddix – śpiew
- Jerry Horton – gitara
- Tobin Esperance – gitara basowa
- Tony Palermo – perkusja